# 1942 في البرتغال
فيما يلي قوائم الأحداث التي وقعت خلال عام 1942 في البرتغال.

## رياضة
- 12 يونيو – نهائي كأس البرتغال 1942 الفائز نادي بيلينينسش.

## مواليد

### يناير
- 1 يناير – مانويل فريري موسيقي برتغالي.
- 3 يناير – فاسكو غراسا مورا
- 10 يناير – خايمي غراسا لاعب كرة قدم برتغالي.

### فبراير
- 4 فبراير – خوسيه سيد مغني برتغالي.
- 9 فبراير – كوستوديو بينتو لاعب كرة قدم برتغالي.
- 14 فبراير – خوسيه باتشيكو درّاج طريق برتغالي.
- 17 فبراير – أليكساندر بابتيستا لاعب كرة قدم برتغالي.

### مارس
- 24 مارس – كارلوس كروز مقدم تلفزيوني برتغالي.

### أبريل
- 8 أبريل – جواكيم كونسيساو لاعب كرة قدم برتغالي.
- 8 أبريل – جواو لورنسو لاعب كرة قدم برتغالي.

### يوليو
- 11 يوليو – فيتورينو مغني برتغالي.

### أغسطس
- 30 أغسطس – خوسيه فالكون ماتادور برتغالي.

### سبتمبر
- 1 سبتمبر – أنطونيو لوبو أنتونيس كاتب برتغالي.

### أكتوبر
- 12 أكتوبر – مارك بلانشارد بروفيسور من الولايات المتحدة الأمريكية.

### ديسمبر
- 29 ديسمبر – مانويل دي سوزا رودريغوس لاعب كرة قدم برتغالي.

## وفيات

### يناير
- 27 يناير – خوسيه لويس مونتيرو (مواليد 1848) مهندس معماري برتغالي.

### يونيو
- 21 يونيو – أنطونيو تيكسيرا لوبيز (مواليد 1866) نحات برتغالي.

### سبتمبر
- 11 سبتمبر – بينتو أنطونيو غونسالفيس (مواليد 1902) سياسي برتغالي.